# Giorgia (zpěvačka)
Giorgia Todrani, známá jen jako Giorgia, (* 26. dubna 1971 Řím) je italská zpěvačka se širokým hlasovým rozsahem, silným a pronikavým vysokým rejstříkem. Do roku 2023 vydala jedenáct studiových alb. Duety nazpívala například s Minou, Ronanem Keatingem, Rayem Charlesem, Andreou Bocellim, Herbiem Hancockem a Eltonem Johnem. 

## Životopis
Giorgia se narodila v Římě. Byla muzikálně ovlivněna jazzem a soulem, který zpívala ve svých začátcích v několika římských jazzových klubech. Od mládí její hudební růst provázeli souloví a jazzoví klasikové jako Aretha Franklinová, Ella Fitzgeraldová a další. Počátkem roku 1990 vydala své první koncertní album nazvané One more go round.

## Umělecká dráha

### Debutové album

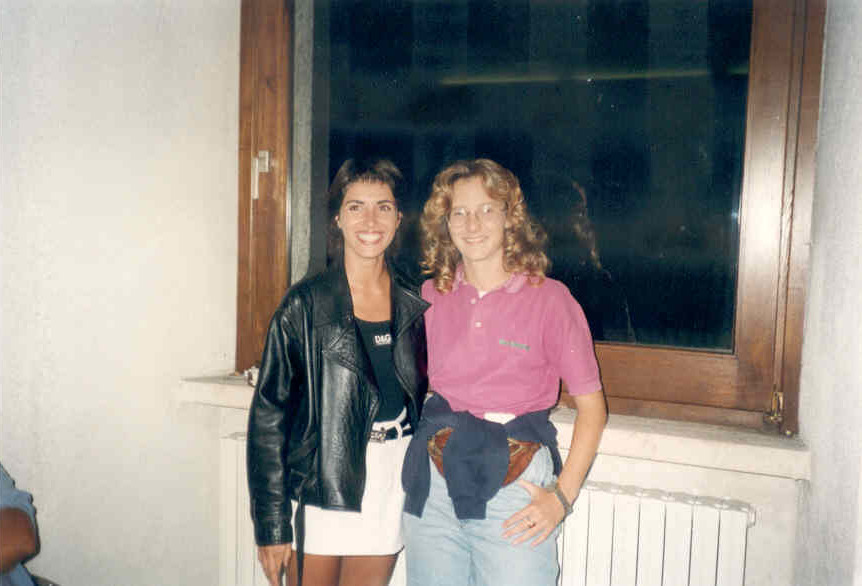
Giorgia (vlevo), 12. března 2008

Její pěvecký debut se odehrál v divadle Ariston (1994) v rámci hudebního festivalu Sanremo, kde zpívala píseň „E poi“ v kategorii Noví umělci. Skončila na sedmém místě ve finále žebříčku mladých umělců. První album Giorgia' zaznamenalo profejnot více než 160 000 kusů. O několik měsíců později ji požádal Luciano Pavarotti, aby s ním zpívala duet v jeho každoročním pořadu Pavarotti & přátelé v italské Modeně, kde přednesla píseň skupiny Queen „Who wants to Live forever“. V roce 1994 získala evropské ocenění Nejlepší italský mladý umělec.

### Hudební festival v Sanremu a vydání druhého alba
V roce 1995 se znovu zúčastnila Sanrema s písní „Come saprei“. Soutěž vyhrála a navíc získala i cenu kritiků, což se předtím podařilo jen Domenicu Modugnovi. Jejího druhého alba Come Thelma & Louise se prodalo více než 300 000 kusů. V témže roce spolu s Andreou Bocellim nazpívala píseň „Vivo per lei“.

### Strano il mio destino (1996)
V roce 1996 přijela do Sanrema potřetí s písní „Strano il mio destino“ obsadila třetí místo. Strano il mio destino - Live & studio 95/96 se stalo titulem třetího alba, které obsahovalo pět koncertních písní, soutěžní píseň ze Sanrema a další studiové nahrávky. Alba se prodalo 270 000 kusů.

### Mangio troppa cioccolata (1997)
V létě 1997 vydala svou verzi staré italské písně Ornelly Vanoni „Un'ora sola ti vorrei“ ve stylu R&B, která předznamenala pozdější změnu jejího pěveckého projevu. Její třetí studiové album již bylo ve znamení nového image. Její hudba ubrala na baladičnosti, stala se více rytmickou se zaměřením spíše na zvuk a interpretaci než na zpěv.

### Girasole (1999)
Po vydání písně z jiné filmové hudby nazvané Il cielo in una stanca (moderní zpracování staré italské písně zpívané Ginem Paolim) vyšlo její čtvrté studiové album Girasole – melodické a popově naladěné, obsahující singlový hit „Girasole“, který byl v roce 1999 v Itálii jedním z nejprodávanějších.

#### Velký sen se stává skutečností
V roce 2000 ji přizval Ray Charles na jeden z koncertů, na kterém zazpívala píseň „Georgia on My Mind“. Giorgia se mu svěřila, že jí otec pojmenoval na počest této písně.

### Senza ali (2001)
V roce 2001 se znovu zúčastnila Sanrema a skončila druhá s písní „Di Sole e d'Azzurro“ napsanou Zuccherem a která byla také zařazena na její páté album Senza Ali, na kterém se písní „Il mare sconosciuto“ podílel jako zvláštní host Herbie Hancock. Předtím již Giorgia s Hancockem účinkovala během jeho evropského turné věnovanému Georgi Gershwinovi (1999), na koncertu v londýnské Royal Festival Hall zpívala také s Youssou N'Dour (2000).

### Greatest hits-Le cose non vanno mai come credi (2002)
V roce 2002 Giorgia vydala své největší hity na albu Greatest hits - Le cose non vanno mai come credi, kterého se prodalo 700 000 kusů a přetrvalo v italském žebříčku přes rok. V albu se objevily některé italské hity.

### Ladra di Vento (2003)
V roce 2003 vydala šesté studiové album Ladra di Vento, zahrující také její největší hit „Gocce di Memoria“. Píseň vyhrála na italském singlovém žebříčku FIMI (Federace italského hudebního průmyslu) a stala se nejprodávanějším singlem roku 2003 se 130 000 prodanými nosiči. Přinesla Giorgii mnoho ocenění včetně tří italských hudebních cen. Hit se umístil v Top 40 evropského singlového žebříčku.

### MTV Unplugged (2005)
V roce 2005 se Giorgia stala prvním italským zpěvákem, který vydal CD ve spolupráci s MTV Unplugged. Tato událost se uskutečnila v Miláně. Live CD zahrnovalo akustické verze všech jejích hitů. Album se v Itálii stalo trojnásobně platinové. Doprovázel ji Prince, Terence Blanchard a během koncertu také zpívala duet se soulovou hvězdou Ricky Fanté.
Získala nominaci na cenu nejlepšího italského umělce na předávání cen MTV Europe Music Awards 2005 v Lisabonu za píseň „Gocce di Memoria“.

### Stonata (2007)
V roce 2007 vydala sedmé studiové album Stonata, které se v italské hitparádě umístilo na druhém místě a získalo dvě platinové desky. Obsahovalo také duet „Poche Parole“ s italskou zpěvačkou Minou jako první ženský duet Miny v její kariéře.

### Spirito libero Viaggi di voce 1992–2008 (2008)
Dne 21. listopadu 2008 vydala druhou sbírku svých největších hitů, která se stala její první antologií – album tvořila 3 CD plná hitů, nových písní, převzatých písní a nových verzí některých jejich starých písní. První singl se jmenoval „Per fare a meno di te“ a stal se melodií k  filmu Un solo padre režírovaného Lucou Lucinim, s premiérou 28. září 2008.

## Diskografie

### Studiová alba
- 1994 – Giorgia
- 1995 – Come Thelma & Louise
- 1997 – Mangio troppa cioccolata
- 1999 – Girasole
- 2001 – Senza ali
- 2003 – Ladra di vento
- 2007 – Stonata
- 2011 – Dietro le apparenze
- 2013 – Senza paura
- 2016 – Oronero
- 2023 – Blu

### Další alba
- I primi anni (1993)
- Strano il mio destino - Live & Studio 95/96 (1996) 3 x platinová deska
- One More Go Round (1996)
- Giorgia España (1999)
- Greatest hits - Le cose non vanno mai come credi (2002, collection) diamantová deska
- Ladra di vento (2003) 3 x platinová deska
- Ladra di vento live 03/04 (2004, DVD, live)
- Spirito libero Viaggi di voce 1992-2008) 2 x platinová deska

### Singly
| Rok  | Název                                     | Pozice na žebříčku | Pozice na žebříčku | Pozice na žebříčku | Pozice na žebříčku | Pozice na žebříčku |
| Rok  | Název                                     | ITA                | SWI                | FRA                | NET                | EUR                |
| ---- | ----------------------------------------- | ------------------ | ------------------ | ------------------ | ------------------ | ------------------ |
| 1994 | "E Poi"                                   | -                  | -                  | -                  | 86                 | -                  |
| 1997 | "Vivo per lei" (spolu s Andreou Bocellim) | 24                 | -                  | -                  | 39                 | -                  |
| 1999 | "Il Cielo In Una Stanza"                  | 1                  | 49                 | -                  | -                  | -                  |
| 2001 | "Di Sole e D'Azzurro"                     | -                  | -                  | 31                 | -                  | -                  |
| 2002 | "Vivi Davvero"                            | 5                  | -                  | -                  | -                  | -                  |
| 2003 | "Gocce Di Memoria"                        | 1                  | 70                 | -                  | -                  | 38                 |
| 2003 | "Spirito Libero"                          | 5                  | -                  | -                  | -                  | 79                 |
| 2008 | "Per fare a meno di te"                   | 6                  | -                  | -                  | -                  | 56                 |